# Lucretia van der Vloot
Lucretia van der Vloot (Amsterdam, 21 september 1968) is een Nederlands zangeres en actrice.

## Biografie
Lucretia van der Vloot werd in 1968 in Amsterdam geboren. Op jonge leeftijd wil zij later operazangeres worden. Haar vader wil echter dat zij een "echt" vak leert, dus ging ze naar de modevakschool. Maar het bloed kroop waar het niet gaan kon en op aandringen van de gymnastiekleraar, die gitaar speelde en Van der Vloot hoorde zingen in de gangen van de school, gaf Van der Vloot samen met twee vriendinnen haar allereerste optreden. Via een vriendin hoorde ze van een band die nog een zangeres zocht: Van der Vloot werd de nieuwe zangeres bij soulband The Alfredo Brothers. Twee maanden voor de voltooiing van de Modevakschool, zag Van der Vloot een advertentie in de krant van de Academie voor Kleinkunst. Ze nam deel aan de audities, vulde op het aanmeldingsformulier bij "spel-ervaring" met volle overtuiging het woord "voetbal" in, en werd aangenomen.
Tijdens de opleiding aan de Kleinkunstacademie bleef Van der Vloot zingen in het popcircuit, met de bands Boogie Trap, Special Delivery Jones en Jimmy James & the Blue Flames. Haar meest lucratieve studentenbijverdienste is het inzingen van karaoke-banden. Ze deelt haar afstudeerjaar met onder anderen Plien en Bianca, Acda en De Munnik en Ellen ten Damme. Lucretia van der Vloot studeert af in De Kleine Komedie, waarover Het Parool vol lof schrijft: "Een in alle opzichten spetterend optreden". Direct na de Kleinkunstacademie zingt en 'danst' ze in de dansvoorstelling Second Generation van Pieter de Ruiter (choreografie) en Vincent van Warmerdam (muziek). Ook speelt ze een rol in de televisiefilm Stills, onder regie van Mijke de Jong. Bij Toneelgroep Amsterdam speelt zij in Klaagliederen onder regie van Gerardjan Rijnders met onder anderen Kitty Courbois en Joop Admiraal, en speelt in Het Hart Bonkt, een popconcert voor kinderen met onder anderen Jeroen Kramer (Het Klokhuis) en Leoni Jansen. Regisseur Ruut Weissman benadert Van der Vloot in 1995 om samen met Jenny Arean, Joost Prinsen en Remko Vrijdag mee te spelen in Tip Top, een voorstelling over het vooroorlogse Joodse Cabaret in Nederland. In dit programma vertolkt Van der Vloot onder meer het lied Joodse Vrouw, van George Groot (tekst) en Ruut Weissman (muziek). In hetzelfde jaar speelt ze in de voorstelling Baby Doc/Ceausescu van theatergroep Cosmic Illusion en maakt ze een uitstapje naar het Nationaal Songfestival, dat Maxine en Franklin Brown winnen.
Tip Top gaat wegens groot succes in reprise, nu met Frits Lambrechts en Kasper van Kooten naast Jenny Arean en Lucretia van der Vloot. Van der Vloot speelt vervolgens de vrouw van Thomas Acda in de film All Stars onder regie van Jean van de Velde, en wordt door Jenny Arean gevraagd om samen een theatervoorstelling te maken. Het uit dit programma afkomstige lied Halleluja, Amen van Martin van Dijk (muziek) en Jurrian van Dongen (tekst) is in 1998 onderscheiden met de Annie M.G. Schmidt-prijs. Van der Vloot speelt vervolgens in de televisieserie All Stars en maakt samen met Kasper van Kooten haar eerste solo-cd. De liedjes van deze cd vormen bovendien het materiaal voor haar eerste solotheaterconcert. Van der Vloot zingt onder leiding van onder anderen Adelheid Roosen in Female Factory, samen met een internationale groep zangeressen. Met Female Factory treedt ze op in Nederland, Madrid en Moskou.
In 2000 speelt ze in de musical Home en werkt ze mee aan het NPS-oudejaarsprogramma Samen over de drempel. Female Factory wordt in reprise genomen en hierna zingt Van der Vloot mee in She Got Game, samen met Rocq-E Harrell, Astrid Seriese en Leoni Jansen. Van der Vloot werkt vervolgens voor het televisieprogramma Muziekcentrale samen met Tröckener Kecks-zanger Rick de Leeuw, een ontmoeting die later nog tot een vruchtbare samenwerking zal leiden. Ondertussen maakt Van der Vloot samen met Ellen Pieters de cabaretvoorstelling Klotewijven, een harde voorstelling voor, door en tegen vrouwen, met teksten van onder anderen Nico van der Knaap, Peter Heerschop, Joep van Deudekom en Viggo Waas (NUHR) en Hans Sibbel. De liedteksten voor dit programma worden geschreven door onder anderen Jeroen Kramer en Rick de Leeuw. Daarna is ze te zien in de reprise van She Got Game en zingt ze het Lijsttrekkerslied voor de verkiezingsuitzendingen van het televisieprogramma Netwerk.
In 2002 maakte ze haar eigen solo-cd Alles Wat Telt. In de zomer van 2002 staat Van der Vloot op de Parade met de theatervoorstelling Big, Black & Beautiful met Michelle David en Rocq-E Harrell, waarmee ze vervolgens in 2003 de theaters in gaat. Er volgt een reprise. Naast Big, Black & Beautiful staat Van der Vloot ook in de theaters met het succesvolle Vaginamonologen van Eve Ensler. In november 2003 komt Alles Wat Telt uit, een cd die door Van der Vloot wordt ondersteund met optredens voor radio en televisie. De muziek komt van Rob van Zandvoort en Phil Tilli, en Rick de Leeuw schrijft de teksten.
In seizoen 2004/2005 doet zij de theaters aan met de gelijknamige tour Alles Wat Telt. Met muzikanten Rob van Zandvoort, Kim Soepnel en Andre van der Hof. Ze was te zien in de film In Oranje, ook worden er opnames gemaakt voor een nieuwe film van Eddy Terstall Sextet (de nationale bedverhalen). Na het succes van Big, Black & Beautiful komt er in seizoen 2005/2006 een logisch vervolg: Big Black and Beautiful XL. Naast Lucretia van der Vloot, Rocq-E Harrell en Michelle David doet nu ook acteur Hajo Bruins mee. Na het beëindigen van BBBXL doet ze weer de theaters aan; ditmaal met haar tweede soloprogramma genaamd Altijd Over Liefde. In 2008 gaan de dames van Big, Black & Beautiful weer langs de theaters met hun derde programma BB&B in Concert.

## Werk

### Theater
- 1993/1994: Second Generation
- 1994/1995: Klaagliederen
- 1995/1996: Tip Top (met o.a. Jenny Arean, Frits Lambrechts, Kasper van Kooten en Remko Vrijdag)
- 1995/1996: Baby Doc/Ceausescu (Cosmic Illusion)
- 1997/1998: Jenny Arean & Lucretia van der Vloot (met Jenny Arean)
- 1998/1999: Female Factory
- 2000/2001: Home
- 2000/2001: Klotewijven! (met Ellen Pieters)
- 2000/2001: She Got Game (met Rocq-E Harrell, Leoni Jansen en Astrid Seriese)
- 2003/2004: Big Black & Beautiful (met Rocq-E Harrell en Michelle David)
- 2005/2006: Alles wat telt (soloprogramma)
- 2005/2006: Big Black & Beautiful XL (met Rocq-E Harrell, Michelle David en Hajo Bruins)
- 2006/2007: Altijd Over Liefde (2e soloprogramma)
- 2008/2008: Big Black & Beautiful In Concert (met Rocq-E Harrell en Michelle David)
- 2010/2010: Soulcabaret (3e soloprogramma)
- 2011/2011: S.A.T.C. High Heels In Concert (met Jelka van Houten, Dennis en Birgit Schuurman)
- 2012/2012: Ach, ze lijken allemaal op elkaar (met Manoushka Zeegelaar Breeveld)
- 2014/2015: Altijd Alles
- 2015: Othello
- 2017: De Marathon (musical)
- 2018: Lucretia sings Gladys
- 2021: Kind van twee werelden (met Thijs Borsten)
- 2022: Annie (musical)
- 2022: Over de grens
- 2023: De Vergeten Twentse Lente
- 2023/2024: De man van La Mancha

### Televisie en film

#### Films en series
- Stills (1994) - Emma
- Mijn Franse tante Gazeuse (1996) - Koningin (stem)
- All Stars (film, 1997) - Anja
- Baantjer (1997, aflevering "De Cock en de moord in de bigband") - Lonnie Abendanon
- Babylon (1998) - Truus
- Zie de maan schijnt... (1998) - Sandra Klazina
- All Stars (televisieserie, 1999-2000) - Anja
- De boekverfilming (1999) - Mina
- Rent a Friend (2000) - Frida
- Pek (2003) - Agente
- In Oranje (2004) - Moeder Winston
- Kopspijkers (2004) - imitatie van Ayaan Hirsi Ali
- Grijpstra & De Gier (2007, aflevering: "Für Elise") - Dr. Marja Vredenburg
- SEXtet (2007) - Babs
- All Stars 2: Old Stars (2011) - Anja
- De Boskampi's (2015) - vrouwelijke collega #2
- Flikken Maastricht - (2018, aflevering: Zaad) - Directrice Zaadbank
- Het Feest van Tante Rita - (2022) - Tante Rita
- Eén grote familie - (2023-heden) - Hetty
- Kung Fu Panda 4 - (2024) - Kameleon (nasynchronisatie)

#### Televisie
- Sonja op zaterdag (1994) (VARA) (Lucretia zingt samen met Julya Lo'ko en Lilian Day Jackson You're All I Need To Get By)
- Uitmarkt (1994) (NOS) (Lucretia zingt Wild About Harry uit The Cotton Club)
- Cabarestafette (1994) (VARA) (Lucretia zingt René en Kamerbreed)
- Poggibonsi (1995) (VARA) (Lucretia zingt Calling You)
- Karel (1995) (AVRO) (Lucretia zingt samen met Remko Vrijdag, Joost Prinsen en Jenny Arean Onder de bomen van het plein uit de voorstelling Tip Top)
- Theatercafé (1996) (AVRO) (Lucretia zingt De schoonheid van het kwaad)
- Nationaal Songfestival (1996) (NOS) (Lucretia zingt Neem de tijd voor mij)
- De Plantage (1996) (VPRO) (Lucretia zingt Ribbon In The Sky)
- Laat De Leeuw (1997) (VARA) (Lucretia zingt Allemaal slapen gaan)
- Laat De Leeuw (1997) (VARA) (Lucretia zingt samen met Jenny Arean Jezus is teruggekeerd)
- Laat De Leeuw (1998) (VARA) (Lucretia zingt samen met Jenny Arean Halleluja Amen)
- Jos op 1 (1998) (NCRV) (Lucretia zingt Alles draait om jou)
- Liedmachien (1999) (NOT) (Lucretia zingt Losse veters)
- Hallo 2000 (1999)(NOS) (Lucretia zingt Morgen)
- Samen over de drempel (2000) (NPS) (Lucretia zingt Een meisje van zestien en Joodse vrouw)
- Het Klokhuis (2000) (NOS) (Lucretia zingt Lied van een vrouw)
- De TV Show (2000) (TROS) (Lucretia zingt samen met Rocq-E Harrell, Leoni Jansen en Astrid Seriese Happiness)
- De Muziekcentrale (2001) (NPS) (Lucretia zingt De Twips, Als je Leeft en Meester Prikkebeen (met Rick de Leeuw)
- Het Huwelijk: Feest in de Arena (2002) (NOS) (She Got Game Extended zingen Places You Find Love)
- Netwerk (2003) (KRO) (Lucretia zingt Hoe zal het gaan op 15 mei)
- Muzikaal het jaar uit (2003) (TROS) (Lucretia zingt samen met Rocq-E Harrell en Michelle David Shoop Medley, We Are Family en Survivor)
- TROS Middagmagazine (2004) (TROS) (Lucretia zingt Alleen te lang alleen)
- PaPaul (2005) (VARA) (Lucretia zingt The Scientist)
- Lijn 4 (2007) (RTL 4) (Lucretia zingt Klaar)
- Max & Loretta (2008) (Omroep MAX) (Lucretia zingt samen met Rocq-E Harrell en Michelle David Don't leave me this way)
- Max Maakt Mogelijk (2008) (Omroep MAX) (Lucretia zingt samen met Rocq-E Harrell en Michelle David My special prayer)
- Korenslag (2008) (EO) (Lucretia zingt samen met Rocq-E Harrell en Michelle David We Are Family en My Special Prayer)
- De Wereld Draait Door (2009) (NPS) (Lucretia zingt samen met Rocq-E Harrell en Michelle David My Special Prayer)
- Kunststof TV (2009) (NPS) (Interview en fragment op de Uitmarkt)
- TV Show op reis (2009) (TROS]) (Interview met Lucretia, Rocq-E en Michelle)
- Kunststof TV (2010) (NPS) (Lucretia zingt The Secret Life Of Plants)
- Life 4 You (2010) (RTL 4) (Lucretia zingt samen met Rocq-E Harrell en Michelle David Best Of My Love)
- Helder (2010) (Teleac) (Lucretia zingt samen met Rocq-E Harrell en Michelle David Guess I'll Be The One)
- Kunststof TV (2012) (NPS) (Lucretia zingt samen met Manoushka Zeegelaar Breeveld Zo verschillend kan verschillend zijn)

## Discografie

### Albums
- Tip Top - de Liedjes (1996) met Jenny Arean, Joost Prinsen en Remko Vrijdag
- Het Hart Bonkt (1996) met Leoni Jansen, Rob Wiedijk en Jeroen Kramer
- Jenny & Lucretia (1997) met Jenny Arean
- Hercules (1997)
- Lucretia (1999)
- She Got Game (2000) met Rocq-E Harrell, Leoni Jansen en Astrid Seriese
- Alles wat telt (2003)
- Big, Black & Beautiful - A Tribute To The Girl Groups (2003) met Rocq-E Harrell en Michelle David
- Big, Black & Beautiful XL (2006) met Rocq-E Harrell en Michelle David
- Altijd over liefde (2007)
- Everything's Changing (2009) Big, Black & Beautiful
- Kidz DJ - I Love Disco (2009)
- Soulcabaret (2010)

### Singles
- Save Them (1993) (Various Voices)
- Voices of Soul (1994) (2-Meter Sessies-Live)
- Zachtjes slapen (1997)
- Goed Gevoel (1999)
- Klotewijven (2001) met Ellen Pieters
- I Wanna Be A One Day Fly (2001) (One Day Fly)
- Ik zie het toch (2003)
- Big, Black & Beautiful (2003) met Rocq-E Harrell en Michelle David
- Geef jouw lach (2007) Big, Black & Beautiful met Vinzzent
- My Special Prayer (2008) Big, Black & Beautiful
- Old Horse (2009) Big, Black & Beautiful met Carel Kraayenhof
- No Frills Love (2009) Big, Black & Beautiful
- Guess I'll Be The One (2010) Big, Black & Beautiful
- Everything's Changing (2010) Big, Black & Beautiful
- Stay With Me (2011) Big, Black & Beautiful met Tim Knol

### DVD
- Big, Black & Beautiful in Concert - Live in Carré (2008)

### Backing Vocals
- Plastic Dolls - Where Is The World (in het nummer Two Worlds) (1989)
- Red Cinder - Red Cinder (1992)
- Marcel de Groot - Manen Kweken (1993)
- Jack of Hearts - Delilah (1993)
- Bonecrushin' - Due To Circumstances (1993)
- Hotel Amigo - Welkom (2008)
- Acda en De Munnik - Jouw leven lang bij mij (in het nummer t Is wat het is) (2009)